# Flugplatz Melle-Grönegau

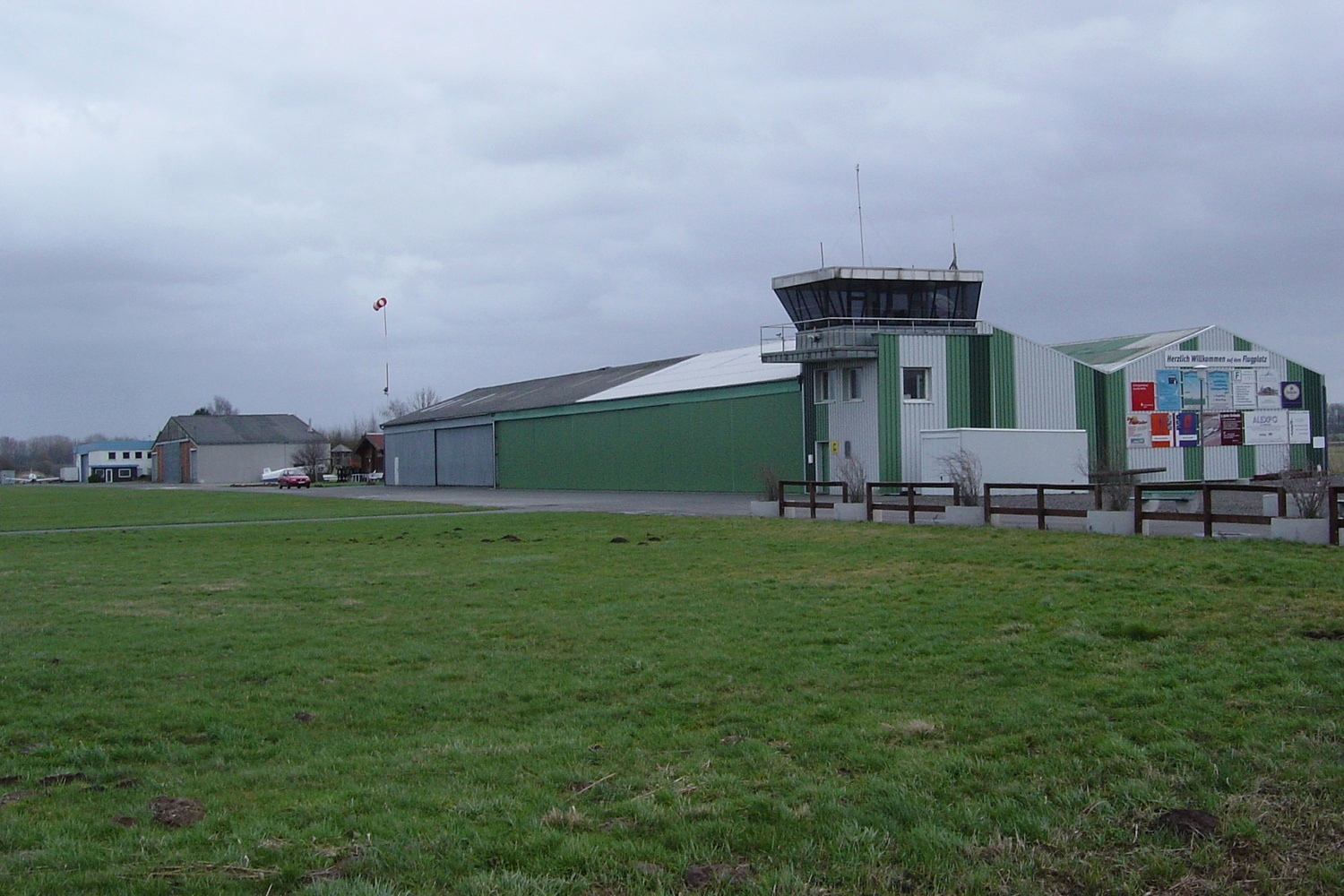
Tower und Flugzeughalle

i7
i11
i13
Der Flugplatz Melle-Grönegau (ICAO-Code: EDXG) am Segelfliegerweg in Melle ist ein Sonderlandeplatz und liegt etwa 1,5 Kilometer östlich von Melle in Niedersachsen. Auf dem Gelände befinden sich fünf Hallen (darunter zwei Rundhallen), ein Tower und das Clubheim (die sog. Hütte).
Betreiber des Platzes ist der Segelfliegerclub Melle-Grönegau e. V. Der Verein wurde am 28. Oktober 1950 als „Meller Modell- und Segelflieger-Klub“ gegründet. 1953 wurde das Segelfliegerheim mit Halle fertiggestellt, welche sich heute am Segelfliegerweg nahe dem Bahnübergang befindet.
Der Flugplatz besteht auf seinem Gelände jedoch erst seit 1968/1969. Seit der Saison 1972 ist auf dem Flugplatz Melle-Grönegau auch der Aero-Club Bünde mit seinem Fluggerät beheimatet. Ihr ursprüngliches Fluggelände in Schnathorst wurde zu diesem Zeitpunkt behördlich geschlossen. Wegen des stark anwachsenden Flugbetriebs wurde im Jahre 1979 das erste Stück Landebahn mit einer nutzbaren Länge von 400 Metern asphaltiert. Diese wurde 1995 nochmal um gut 200 Meter ausgebaut. Seit 1994 findet auf dem Sonderlandeplatz in regelmäßigem Abstand ein internationales Drachenfest statt. Ausrichter dessen ist der Drachenclub Osnabrück „bleib bloß oben“.
Die Firma ATC betreibt auf dem Flugplatz eine Flugzeugwerft für Kleinflugzeuge. Ebenfalls betrieb die Flugschule Bielefeld hier bis Juni 2022 eine Ultraleichtflug-, Drachen- und Gleitschirmschule. Nach Kündigung vom Segelfliegerclub Melle-Grönegau e. V. ist die Flugschule kurzfristig an den Flugplatz Damme umgezogen.